# ينغي كند (سياه منصور)
ینغي کند (بالفارسية: ینگی کند) هي قرية تقع في إيران في قسم سیاه منصور الريفي. يقدر عدد سكانها بـ 27 نسمة .